# Trzymamy Straż Nad Odrą (zlot)
Trzymamy Straż Nad Odrą − zlot młodzieży zorganizowany w Szczecinie w kwietniu 1946 roku, pierwotnie planowany jako impreza cykliczna. Przerodził się w pierwsze uliczne wystąpienia antyrządowe.

## Tło
Pomysł zorganizowania zlotu przedstawił w lutym 1946 roku wojewoda szczeciński Leonard Borkowicz. Zlot miał zamanifestować polskość Szczecina i wolę Polaków do posiadania miasta. Datę zlotu wyznaczono na 13-14 kwietnia 1946 roku, a zaplanowano zawody sportowe, koncerty i paradę okrętów wojennych oraz żaglówek na Odrze. Na zlot przyjechali harcerze, członkowie Organizacji Młodzieży Towarzystwa Uniwersytetu Robotniczego, Związku Młodzieży Wiejskiej „Wici”, młodzieżówki Stronnictwa Demokratycznego Młodzież Demokratyczna i Związku Walki Młodych. Łącznie do Szczecina przyjechało ok. 50.000 ludzi, z czego 15.000 stanowili harcerze. 
Przed zjazdem wojewódzki Urząd Bezpieczeństwa zorganizował obławę, aresztując ok. 250 osób, w tym nieposiadających dokumentów oraz potencjalnie nieprzychylnych władzom.
Wydarzeniem powiązanym ze zlotem był start 12 kwietnia w Gdańsku sztafety harcerzy, członkowów ZWM, OM TUR, kombatantów, byłych więźniów obozów koncentracyjnych i wojskowych, którzy przekazywali sobie symboliczną pałeczkę, w której zamknięto wodę morską i ziemię z grobów załogi Westerplatte.

## Zajścia pod trybuną honorową
Pierwszego dnia zaplanowano przemówienia z trybuny honorowej na Wałach Chrobrego. Wśród dygnitarzy znaleźli się m.in. prezydent Bolesław Bierut, premier Edward Osóbka-Morawski, minister obrony narodowej marsz. Michał Rola-Żymierski oraz wicepremier Stanisław Mikołajczyk, ministrowie i przedstawiciele innych państw, w tym ZSRR, Wielkiej Brytanii i Francji.
Przemówienie Bieruta zostało przerwane przez popierających go członków ZWM, którzy skandowali jego nazwisko, jednak na okrzyk z widowni „wsio bierut, a niczewo nie dajut!” harcerze i członkowie „Wici” zaczęli skandować nazwisko wicepremiera Mikołajczyka, po czym zaczęli wykrzykiwać hasła antykomunistyczne. Przemówienia zostały przerwane, a Bierut i inni dygnitarze opuścili mównicę.

## Starcia
Wieczorem w centrum miasta doszło do starć między działaczami ZWM i pozostałą młodzieżą. W zaplanowanej na następny dzień manifestacji na Jasnych Błoniach oraz defiladzie, prawdopodobnie na polecenie Bieruta, harcerze mieli nie brać udziału. Jeszcze przed manifestacją na placu przed magistratem zebrał się tłum, który słuchał przemawiającego wicepremiera Mikołajczyka, jednak wojsko i członkowie UB, którzy pojawili się na placu, zaczęli wyłapywać harcerzy w obawie, że mogą oni zakłócać później przemówienia na Jasnych Błoniach. Zebrani na placu uformowali jednak kolumny, które skierowały się w stronę miejsca, gdzie miała się odbyć parada. Części harcerzy drogę zagrodziły czołgi, piechota i aktywiści ZWM, jednak harcerzom udało się przełamać obronę.
Po zakończeniu parady harcerze przeszli przed trybuną honorową, na której stanęły władze harcerskie, a potem przeszli do centrum miasta, śpiewając piosenki antykomunistyczne.

## Następstwa
W trakcie zlotu wmurowano kamień węgielny pod budowę pomnika Trzymamy Straż nad Odrą, który jednak nigdy nie powstał. W miejscu planowanego pomnika powstał Pomnik Wdzięczności dla Armii Radzieckiej. Z obawy przed kolejnymi wystąpieniami zrezygnowano także z organizacji kolejnych edycji zlotu, które pierwotnie miały odbywać się co roku. W 1986 roku odbył się natomiast festiwal młodzieży szkolnej ze Szczecina pod taką samą nazwą, a powodem jej organizacji był spór z NRD o granicę morską na Zatoce Pomorskiej.
Przez kilka dni po zlocie funkcjonariusze UB zastraszali harcerzy i instruktorów harcerskich, a 3 lipca władze Szczecina przyznały Bierutowi honorowe obywatelstwo miasta.
Po zlocie powstał „Raport o działalności polskiej reakcji wśród młodzieży” dla Ministerstwa Spraw Wewnętrznych ZSRR. W 1981 roku działacz „Solidarności” Andrzej Milczanowski zaproponował powołanie Ośrodka Badań Społecznych, który miał zbadać ukrywane fragmenty powojennej historii Szczecina, m.in. zlot z 1946 roku.